# Charles Manners, VI duca di Rutland
Charles Manners, VI duca di Rutland (Ashby-de-la-Zouch, 16 maggio 1815 – Belvoir Castle, 3 marzo 1888), è stato un politico britannico.

## Biografia

### Infanzia e studi
Charles Manners VI duca di Rutland era l'ottavo figlio di John Manners, V duca di Rutland, e di Elizabeth Howard, figlia di Frederick Howard, V conte di Carlisle; apparteneva ad una delle più antiche famiglie nobili britanniche, venuta in Inghilterra con i normanni; per parte di madre discendeva da un ramo cadetto dei Duchi di Norfolk, la prima famiglia della nobiltà britannica e da Thomas Howard, IV duca di Norfolk, che aveva ordito una congiura cattolica con Maria Stuarda contro Elisabetta I; fu marchese di Gramby dal 1815 al 1857.
Fu educato all'Eton College e al Trinity College di Cambridge prendendo il diploma di Master of Arts nel 1835; entrò in Parlamento come deputato di Stamford senza dimostrare particolare talento per la politica ma forti tendenze filoprotezioniste e fu Lord of the Bedchamber per il principe Alberto dal 1843 al 1846.

### Carriera politica
Quando Lord George Bentick, leader del partito conservatore, si ritirò dalla carriera politica, sorse la polemica su chi dovesse succedergli come leader tory in Parlamento: i contendenti erano il duca di Rutland e Benjamin Disraeli, che sarebbe divenuto poi celebre come fautore dell'imperialismo britannico. Bentick e gran parte dei conservatori propendevano per Rutland, di antica nobiltà britannica. Il Primo Ministro Edward Geoffrey Smith Stanley, XIV conte di Derby accettò la candidatura di Rutland che divenne capo del partito conservatore, anche se si dimostrò subito inadeguato per quel ruolo. Si scelse quindi un triumvirato formato da Rutland, Disraeli e John Charles Herries. Durante il Primo Ministero Derby fu allontanato dalla sua carica (che passò a Disraeli) e divenne Lord Intendente del Lincolnshire.
Alla morte di suo padre divenne duca di Rutland; nel 1867 divenne cavaliere dell'Ordine della Giarrettiera; fu poi Lord Intendente del nativo Leicesterhire; ebbe una breve passione amorosa per Mary Anne Ricketts (poi Lady Forester) ma non si sposò mai. Come duca gli succedette il fratello John.

## Ascendenza
|                                       |                                    |                                                 | Genitori                              |  |  | Nonni |  |  | Bisnonni                         |  |  | Trisnonni                         |  |
|                                       |                                    |                                                 |                                       |  |  |       |  |  | John Manners, marchese di Granby |  |  | John Manners, III duca di Rutland |  |
|                                       |                                    |                                                 |                                       |  |  |       |  |  | John Manners, marchese di Granby |  |  | John Manners, III duca di Rutland |  |
|                                       |                                    | Bridget Sutton                                  |                                       |  |  |       |  |  | John Manners, marchese di Granby |  |  |                                   |  |
| Charles Manners, IV duca di Rutland   |                                    |                                                 |                                       |  |  |       |  |  | John Manners, marchese di Granby |  |  |                                   |  |
|                                       |                                    | Frances Seymour                                 | Charles Seymour, VI duca di Somerset  |  |  |       |  |  |                                  |  |  |                                   |  |
|                                       |                                    | Frances Seymour                                 | Charles Seymour, VI duca di Somerset  |  |  |       |  |  |                                  |  |  |                                   |  |
|                                       |                                    | Frances Seymour                                 | Charlotte Finch                       |  |  |       |  |  |                                  |  |  |                                   |  |
| John Manners, V duca di Rutland       |                                    | Frances Seymour                                 |                                       |  |  |       |  |  |                                  |  |  |                                   |  |
|                                       |                                    | Charles Somerset, IV duca di Beaufort           | Henry Somerset, II duca di Beaufort   |  |  |       |  |  |                                  |  |  |                                   |  |
|                                       |                                    | Charles Somerset, IV duca di Beaufort           | Henry Somerset, II duca di Beaufort   |  |  |       |  |  |                                  |  |  |                                   |  |
|                                       |                                    | Charles Somerset, IV duca di Beaufort           | Rachel Noel                           |  |  |       |  |  |                                  |  |  |                                   |  |
| Mary Isabella Somerset                |                                    | Charles Somerset, IV duca di Beaufort           |                                       |  |  |       |  |  |                                  |  |  |                                   |  |
|                                       |                                    | Elizabeth Berkeley                              | John Berkeley                         |  |  |       |  |  |                                  |  |  |                                   |  |
|                                       |                                    | Elizabeth Berkeley                              | John Berkeley                         |  |  |       |  |  |                                  |  |  |                                   |  |
|                                       |                                    | Elizabeth Berkeley                              | Elizabeth Norborne                    |  |  |       |  |  |                                  |  |  |                                   |  |
| Charles Manners, VI duca di Rutland   |                                    | Elizabeth Berkeley                              |                                       |  |  |       |  |  |                                  |  |  |                                   |  |
|                                       | Henry Howard, IV conte di Carlisle | Charles Howard, III conte di Carlisle           |                                       |  |  |       |  |  |                                  |  |  |                                   |  |
|                                       | Henry Howard, IV conte di Carlisle | Charles Howard, III conte di Carlisle           |                                       |  |  |       |  |  |                                  |  |  |                                   |  |
|                                       | Henry Howard, IV conte di Carlisle | Anne de Vere Capell                             |                                       |  |  |       |  |  |                                  |  |  |                                   |  |
| Frederick Howard, V conte di Carlisle | Henry Howard, IV conte di Carlisle |                                                 |                                       |  |  |       |  |  |                                  |  |  |                                   |  |
|                                       |                                    | Isabella Byron                                  | William Byron, IV barone Byron        |  |  |       |  |  |                                  |  |  |                                   |  |
|                                       |                                    | Isabella Byron                                  | William Byron, IV barone Byron        |  |  |       |  |  |                                  |  |  |                                   |  |
|                                       |                                    | Isabella Byron                                  | Frances Berkeley                      |  |  |       |  |  |                                  |  |  |                                   |  |
| Elizabeth Howard                      |                                    | Isabella Byron                                  |                                       |  |  |       |  |  |                                  |  |  |                                   |  |
|                                       |                                    | Granville Leveson-Gower, I marchese di Stafford | John Leveson-Gower, I conte Gower     |  |  |       |  |  |                                  |  |  |                                   |  |
|                                       |                                    | Granville Leveson-Gower, I marchese di Stafford | John Leveson-Gower, I conte Gower     |  |  |       |  |  |                                  |  |  |                                   |  |
|                                       |                                    | Granville Leveson-Gower, I marchese di Stafford | Evelyn Pierrepont                     |  |  |       |  |  |                                  |  |  |                                   |  |
| Margaret Leveson-Gower                |                                    | Granville Leveson-Gower, I marchese di Stafford |                                       |  |  |       |  |  |                                  |  |  |                                   |  |
|                                       |                                    | Louisa Egerton                                  | Scroop Egerton, I duca di Bridgewater |  |  |       |  |  |                                  |  |  |                                   |  |
|                                       |                                    | Louisa Egerton                                  | Scroop Egerton, I duca di Bridgewater |  |  |       |  |  |                                  |  |  |                                   |  |
|                                       |                                    | Louisa Egerton                                  | Rachael Russell                       |  |  |       |  |  |                                  |  |  |                                   |  |
|                                       |                                    | Louisa Egerton                                  |                                       |  |  |       |  |  |                                  |  |  |                                   |  |